# Sloanea gracilis
Sloanea gracilis är en tvåhjärtbladig växtart som beskrevs av Hendrik Uittien. Sloanea gracilis ingår i släktet Sloanea och familjen Elaeocarpaceae. Inga underarter finns listade i Catalogue of Life.